# Піонерська (станція метро, Санкт-Петербург)
60°00′08″ пн. ш. 30°17′48″ сх. д. / 60.00222° пн. ш. 30.29667° сх. д.
Піонерська — станція Московсько-Петроградської лінії Петербурзького метрополітену між станціями «Чорна річка» та «Удєльна».

## Історія
Станція відкрита 6 листопада 1982 року в складі дільниці «Петроградська» — «Удєльна». Назву отримала на честь 60-річчя Всесоюзної піонерської організації імені В. І. Леніна. У проекті станція мала назву «Богатирський проспект».
З 24 червня по 18 серпня 2023 року станція була закрита на ремонт. За цей період на станції були повністю замінені залізобетонні плити перекриття в залі турнікетів та над механізмами приводів ескалаторів. Передбачалося відкриття станції на 22 серпня 2023 року, проте роботи були завершені достроково. 19 серпня 2023 року станція метро «Піонерська» знову відкрита для обслуговування пасажирів.

## Технічна характеристика

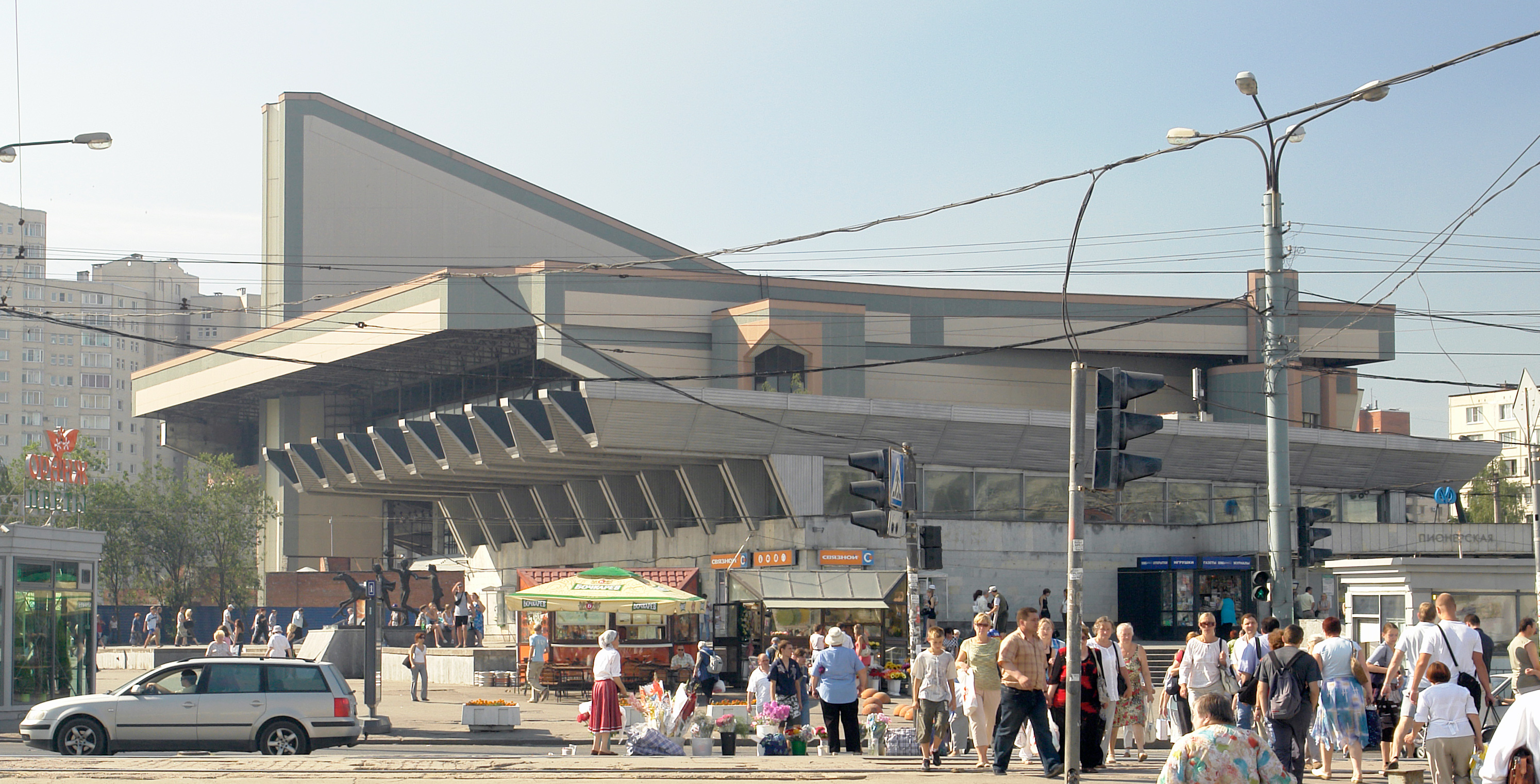
Наземний павільйон станції «Піонерська»

Конструкція станції — односклепінна глибокого закладення (глибина закладення — 67 м).
Похилий хід тристрічковий, починається з південного торця станції.
«Піонерська» стала причиною скасування будівництва згодом односклепінних станцій. У 1986 році проводилась перевірка комісією, яка оцінювала і вивчала виниклі деформації у внутрішніх конструкціях станції, особливо це стосувалося СТП. Через поспіх при будівництві у 1981 році (всі працювали на рекорд і, зрозуміло, премії) було виконано вкрай неякісним чином розтиснення зворотного склепіння: між суміжними блоками можна було просунути долоню. Згодом через це почалося зміщення опор, що в першу чергу вплинуло на СТП — стіни стали покриватися тріщинами, погрожуючи обваленням перекриттів. Пізніше були вирізані сегменти стіни в зоні примикання до верхнього склепіння. Вже на нових односклепінних станціях після цього випадку стали застосовувати 2 домкратні блоки замість одного при розтиснені зворотного склепіння.

## Вестибюль
Павільйон станції зі складчастим дахом і нависаючим козирком і розташовується на розі Коломязького проспекту і проспекту Випробувачів. У 2013 році з північної та південної сторони вестибюля були прибудовані додаткові торгові приміщення, через що первинний вигляд павільйону станції втрачено.

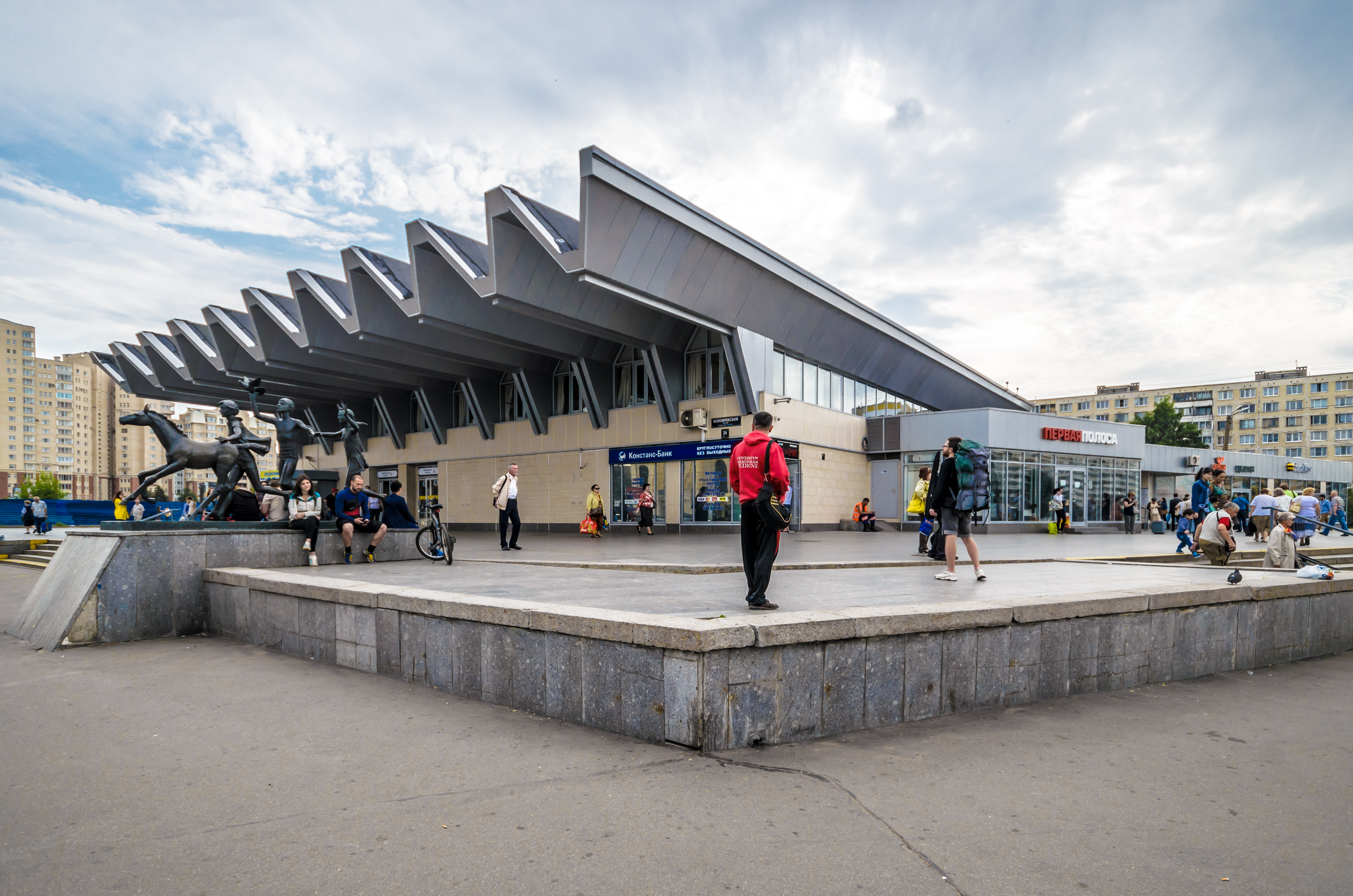
Наземний павільйон
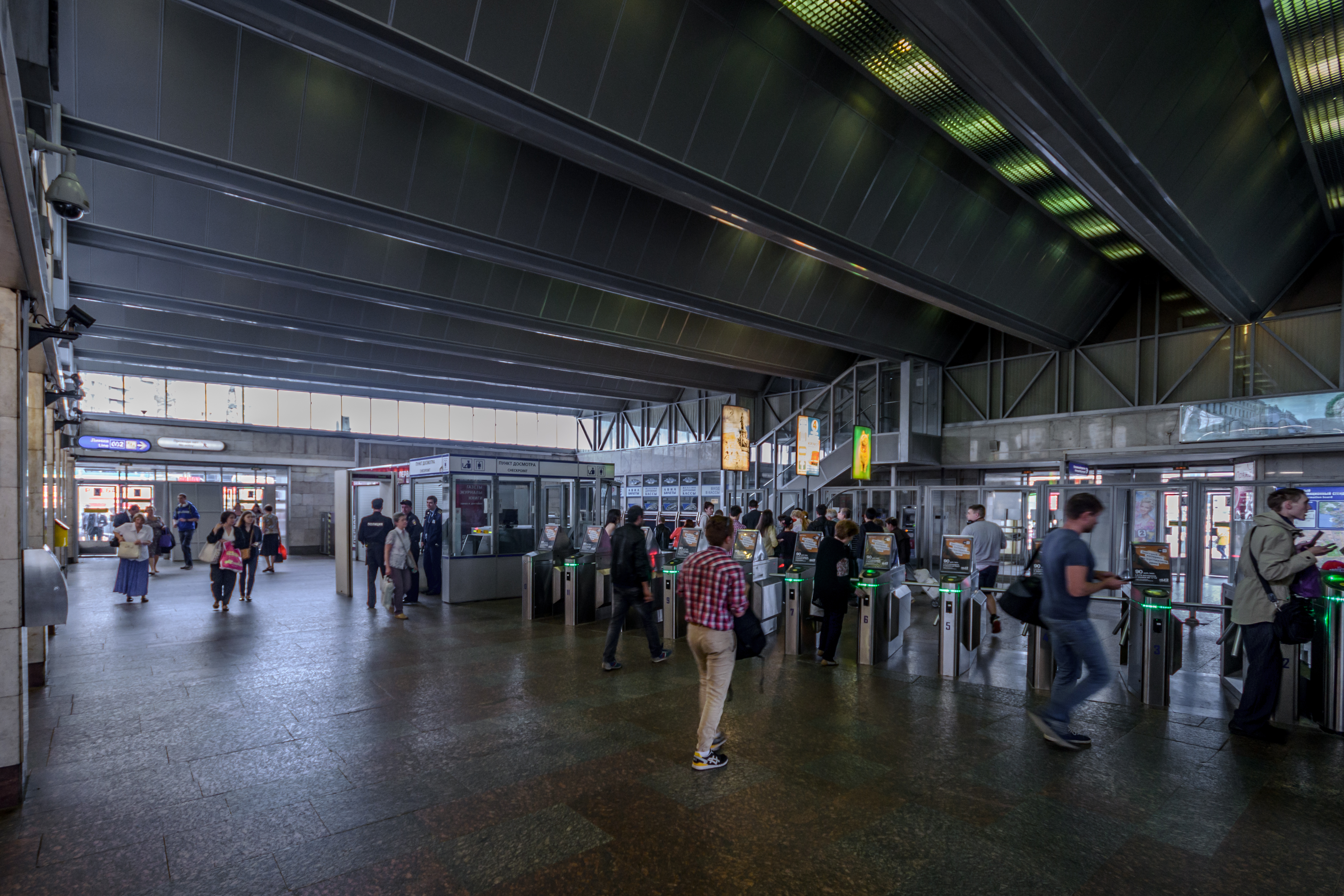
Вестибюль

## Оздоблення
Колійні стіни станції оздоблені червоною і білою керамікою. Підлогу вистелено темним полірованим гранітом. Торцеву стіну підземного залу прикрашає декоративна композиція з підсвічуванням, що нагадує сонце. Білосніжне склепіння контрастує з темним полірованим гранітом підлоги. У 2009 році керамічна плитка колійних стін була замінена на керамограніт. Назви станції з колійних стін були прибрані. Покажчики на колійних стінах виконані у вигляді наклейок.

## Особливості проєкту станції
Тунелі до станції «Піонерська» мають граничні ухили, приблизно такі ж, як і на перегоні «Невський проспект» — «Горьківська». У цьому місці тунелі проходять під підземною річкою, через яку стався розмив на Кіровсько-Виборзькій лінії у 1974 році.